# 米津田盛
米津 田盛（よねきつ ただもり/たもり/みちもり）は、江戸時代前期の旗本・大名。官位は従五位下・内蔵助、出羽守。

## 略歴
元和2年（1616年）、5000石の旗本・米津田政の長男として誕生した。寛永2年（1625年）、父の死により家督を相続。承応3年（1654年）、従五位下・出羽守に叙任され小姓組番頭となる。万治元年（1658年）書院番頭、寛文3年（1663年）大番頭を歴任。寛文6年（1666年）、大坂定番に任命され河内国内で1万石を加増されて1万5000石を領し大名に列した。
貞享元年（1684年）死去、享年69。跡を長男の政武が継いだ。
米津氏の菩提寺は武蔵国武蔵多摩郡前沢村の米津寺。禅宗臨済派、京都妙心寺の末寺。開基は二代米津田守。墓所は米津寺内の米津家大名墓所（東京都指定史跡）。

## 系譜
- 父：米津田政（1563年 - 1625年）
- 母：不詳
- 正室：永井尚政娘
- 生母不明の子女
  - 長男：米津政武（1638年 - 1708年）
  - 次男：米津田賢（1646年 - 1729年）